# Windows Services for UNIX

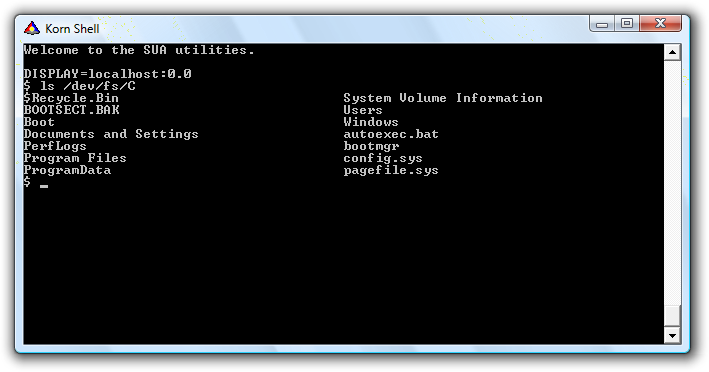

Windows Services for UNIX (SFU) of Subsystem for UNIX-based Applications (SUA) is een softwarepakket van Microsoft dat een Unix-subsysteem en andere onderdelen van een volledige Unix-omgeving op Windows NT en een aantal van zijn directe opvolgers implementeert. Het is een vervanging en uitbreiding van het beperkte Microsoft POSIX-subsysteem van Windows NT.

## Noot
1. ↑  Subsystem for UNIX-based Applications Overview. Technet.microsoft.com. Geraadpleegd op 10 januari 2014.